# Markus Keusgen

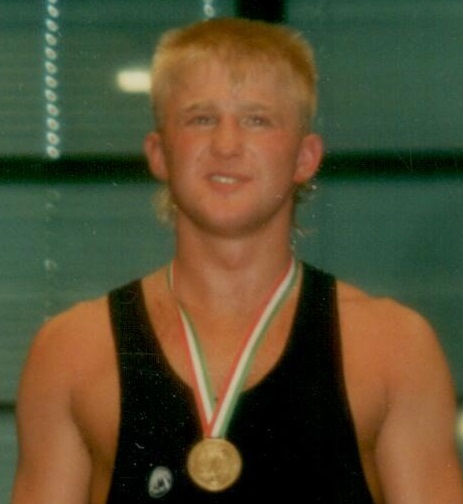
Markus Keusgen (1986)

Markus Keusgen (* 28. Mai 1968 in Duisburg) ist ein ehemaliger deutscher Amateurboxer im Halbschwergewicht.

## Privates
Markus Keusgen absolvierte nach der Schule eine Ausbildung als Schweißer bei der Thyssen Stahl AG in Duisburg. Er wuchs nach dem frühen Tod seines Vaters, der bei einem tragischen Arbeitsunfall ums Leben kam, als Halbwaise auf. Der Boxsport beim Verein Westende Hamborn gab dem Jugendlichen den nötigen Halt im Leben. Ganz besonders sein damaliger Trainer, Hans Westerfeld, war für Keusgen auch eine Art Vaterersatz. Keusgen wurde sein erfolgreichster Schüler.

## Karriere
Über zahlreiche Jugend- und Juniorentitel bei Niederrhein-, Westdeutschen und Deutschen Meisterschaften krönte Keusgen die Jugendkarriere mit dem Titel Junioren-Vizeeuropameister. Erst im Finale 1986 musste er sich knapp mit 2:3 Richterstimmen dem DDR-Meister Axel Schulz geschlagen geben. In der Erwachsenenklasse boxte sich Keusgen hoch bis in die 1. Bundesliga. Er sorgte bei den Deutschen Meisterschaften durch Siege über seinerzeitige Größen wie Markus Bott und Thorsten Spürgin für eine Wachablösung und wurde bis dahin jüngster Deutscher Meister im Halbschwergewicht, der Klasse bis 81 kg. Auch als Senior boxte er in den Nationalstaffeln und erreichte zahlreiche internationale Turniersiege und Meisterschaftserfolge für Deutschland. Bei der Europameisterschaft 1989 in Athen verlor er im Viertelfinale gegen den späteren Europameister Sven Lange aus der DDR.

## Nach dem Boxen
Keusgen lebt heute sehr zurückgezogen in seiner Heimatstadt Duisburg. Auf Grund einer chronischen Erkrankung kann er keiner geregelten Tätigkeit mehr nachgehen.

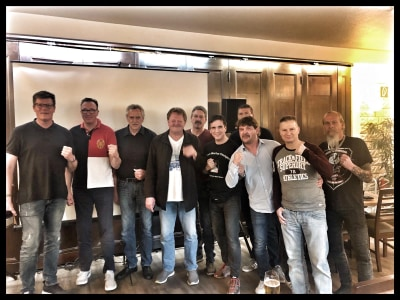
Gruppenfoto vom Geburtstag von Markus Keusgen (2019)